# Glaphyra sungkangensis
Glaphyra sungkangensis là một loài bọ cánh cứng trong họ Cerambycidae.